# Підзвіринець
Підзвіри́нець — село в Україні, в Львівському районі Львівської області. Населення становить 593 особи. Орган місцевого самоврядування — Комарнівська міська рада.

## Історія
На місці села був маєток пана який мав свій звіринець, біля якого утворилося село, яке дістало назву Підзвіринець.
4.10.1944 УПА провела успішний бій проти НКВДистів.

## Сучасність
В селі є греко-католицька церква «Матері Божої», середня школа І-ІІІ ступенів (11 класів), дитячий садок «Дзвіночок», медичний пункт, магазин, кафе-бар, будинок культури (клуб), пам'ятник Т. Г. Шевченку, Хрест-могила борцям за волю України, Хрест на честь скасування панщини, цвинтар, футбольний стадіон (Футбольна команда «Богун»).
В село заїжджає маршрутний автобус Львів (приміський вокзал) автобус № 202.
Колишній орган місцевого самоврядування — Підзвіринецька сільська рада.

## Постаті
- Сухоцький Віталій Якович (1999—2023) — старший солдат Збройних сил України, учасник російсько-української війни.